# Felip Guillem I del Palatinat
Felip Guillem I del Palatinat (Neuburg an der Donau 1615 - Viena 1690) va ser príncep-elector del Palatinat des de 1685 i fins a 1690, any de la seva mort.

## Orígens familiars
Nascut a Neuburg an der Donau el dia 4 d'octubre de 1615, fill del duc Wolfgang Guillem I del Palatinat-Neuburg i de la princesa Magdalena de Baviera, Felip Guillem era net per via paterna del duc Felip Lluís I del Palatinat-Neuburg i de la princesa Anna de Cleve-Jülich-Berg, i per via materna del duc Guillem V de Baviera i de la princesa Renata de Lorena.

## Núpcies i descendents
El dia 19 de juny de 1642 contragué matrimoni amb la princesa Anna Caterina Constança Vasa, filla del rei Segimon III de Polònia i de l'arxiduquessa Consatança d'Àustria amb qui no tingué descendència.
El dia 3 de setembre de 1653 es casà en segones núpcies amb la landgravina Elisabet Amàlia de Hessen-Darmstadt, filla del landgravi Jordi II de Hessen-Darmstadt i de la princesa Sofia Elionor de Saxònia. La parella tingué setze fills:
- SA la princesa Elionor del Palatinat-Neuburg, nada el 1655 a Düsseldorf i morta el 1720 a Viena. Es casà el 1676 amb l'emperador Leopold I, emperador romanogermànic.

- SA la princesa Maria Adelaida del Palatinat-Neuburg, nada a Düsseldorf el 1656.

- SA la princesa Sofia Elisabet del Palatinat-Neuburg, nada a Düsseldorf el 1657 i morta un any després.

- SM l'elector Joan Guillem I, elector palatí, nat a Düsseldorf el 1658 i mort a Düsseldorf el 1716. Es casà en primeres núpcies amb l'arxiduquessa Maria Anna d'Àustria i en segones núpcies amb la princesa Anna Maria de Medici.

- SA el príncep Volfgang Jordi del Palatinat-Neuburg, nat a Düsseldorf el 1659 i mort a Colònia el 1683.

- SA el príncep Lluís Antoni del Palatinat-Neuburg, nat a Düsseldorf el 1660 i mort a Wörms el 1694. Bisbe de Wörms.

- SM l'elector Carles III Felip del Palatinat-Neuburg, nat a Neuburg an der Donau el 1661 i mort a Mannheim el 1742. Es casà a Berlín amb la princesa Lluïsa Carolina Radziwill. En segones núpcies a Cracòvia amb la princesa Teresa Carolina Lubomirska. I, en terceres núpcies, amb la duquessa Violant Maria de Thurn und Taxis.

- SA el príncep Alexandre Segimon del Palatinat-Neuburg, nat a Neuburg an der Donau el 1663 i mort a Augsburg el 1737. Príncep-bisbe d'Augsburg.

- SA el príncep Francesc Lluís del Palatinat-Neuburg, nat a Neuburg an der Donau el 1664 i mort a Breslau el 1735. Bisbe elector de Teveris i Magúncia.

- SA el príncep Frederic Guillem del Palatinat-Neuburg, nat a Neuburg an der Donau el 1665 i mort el 1689.

- SA la princesa Maria Sofia del Palatinat-Neuburg, nada a Neuburg an der Donau el 1666 i morta a Lisboa el 1699. Es casà l'any 1687 a Lisboa amb el rei Pere II de Portugal.

- SA la princesa Marianna del Palatinat-Neuburg, nada al Castell de Benrath el 1667 i morta a Viena el 1740. Es casà a Madrid el 1689 amb el rei Carles II d'Espanya.

- SA el príncep Felip Guillem del Palatinat-Neuburg, nat a Neuburg an der Donau el 1668 i mort a Reichstadt (Bohèmia) el 1693. Es casà amb la princesa Anna Maria Saxònia-Laueburg.

- SA la princesa Dorotea Sofia del Palatinat-Neuburg, nada a Neuburg an der Donau el 1670 i morta a Parma el 1748. Es casà en primres núpcies amb Odoard II Farnese i en segones núpcies amb el duc Francesc I de Parma.

- SA la princesa Elisabet Amàlia del Palatinat-Neuburg, nada a Neuburg an der Donau el 1673 i morta el 1722 a Breslau el 1722. Es casà amb el príncep Jaume Lluís Sobieski.

- SA la princesa Leopoldina Elionor del Palatinat-Neuburg, nada a Neuburg an der Donau el 1679 i morta a Neuburg an der Donau el 1693. El 1692 es casà amb l'elector Maximilià II Manuel de Baviera.

## Regnat
L'any 1685 morí sense descendència a Heidelberg l'elector Carles II, elector palatí. Felip Guillem, príncep d'una branca menor de la família palatina, heredà l'Electorat del Palatinat, incrementant substancialment les seves possessions patrimonials.
Ara bé, mentre Carles II, elector palatí era protestant, Felip Guillem I era catòlic. Aquesta divergència fou aprofitada pel rei Lluís XIV de França que declarà la guerra al Palatinat en defensa dels drets de la seva cunyada, la princesa Elisabet Carlota del Palatinat, germana de Carles II i esposa del duc Felip d'Orleans.
Les tropes franceses ocuparen el Palatinat i la seva capital, Heidelberg, originant la Guerra dels Nou Anys. A la mort de Felip Guillem l'any 1695, el Palatinat passà a mans del seu fill primogènit, l'elector Joan Guillem I, elector palatí, així ho reconegueren els tractats firmats a la finalització de l'esmentat conflicte.